# Nothoprocta
Nothoprocta es un género de ave de la familia Tinamidae. Comúnmente llamados tinamúes, yutos o inambúes (también llamados "perdices", dada su similitud muy superficial con la perdiz europea, con la que no está emparentado). Habitan en bosques, valles, estepas, y matorrales de altura de América del Sur.

## Taxonomía
Fue descrito por los ingleses Philip Sclater y Osbert Salvin en 1873. Comprende las siguientes especies:
- Nothoprocta cinerascens (Burmeister, 1860) - Inambú montaraz
- Nothoprocta curvirostris Sclater e Salvin, 1873 - Inambú de pico curvo
- Nothoprocta ornata (G. R. Gray, 1867) - Inambú serrano
- Nothoprocta pentlandii (G. R. Gray, 1867) - Inambú silbón
- Nothoprocta perdicaria (Kittlitz, 1830) - Perdiz chilena
- Nothoprocta taczanowskii Sclater e Salvin, 1875 - Inambú de Taczanowski